# Sebastián Hurtado de Corcuera
Sebastián Hurtado de Corcuera   (Bergüenda, 25 de març de 1587 - Tenerife, 12 d'agost de 1660)

Fou un militar espanyol d'últims de segle XVII i principis del xviii.
Era cavaller de l'Orde d'Alcántara i va servir molts anys a Flandes, del consell de Guerra del qual era individu, havent figurat al setge de Breda. Fou després mestre del camp del port del Callao (Perú), capità general de la cavalleria d'aquell regne i governador de Panamà. El 1635 va passar a les Filipines amb el càrrec de capità general i governador superior de les illes.
Ordenada pel rei una batuda als pirates mindanaos, que tants danys havien causat, va començar per apoderar-se de Zamboanga i fortificar-la; va seguir a aquesta la conquesta de la cort del rei (Cachil Corralat) i la del 'Cerro Encantado', on la sort li va ser adversa en la primera temptativa. Vençut el Cachil Corralat, va quedar en poder de Cachil Moncay, legítim rei de l'illa, qui va admetre els missioners i va pagar tribut a Felip IV.
Favorable en extrem també va ser l'expedició a Joló. El 1639 va esclatar la revolta dels sangleys, als quals va combatre amb èxit, aconseguint derrotar-los per complet després de diversos durs combats. El seu immediat successor, general Fajardo, el va tenir pres durant cinc anys al Fort Santiago, i, de tornada a la Península, va ser corregidor de Còrdova i governador de Canàries, en càrrec del qual el va sorprendre la mort.